# Louis Béjart
Pour les articles homonymes, voir Béjart.
Louis Béjart était un comédien français, né en novembre 1630 à Paris, et décédé le 13 octobre 1678 dans cette même ville. Il appartenait à la famille Béjart, célèbre famille de comédiens du XVIIe siècle.

## Biographie
On connaît la date approximative de sa naissance, car il fut baptisé le 4 décembre 1630 à l'âge de trois semaines. Il était trop jeune pour avoir participé à la constitution de l'Illustre Théâtre le 30 juin 1643, et il ne semble avoir intégré la troupe qu’aux alentours de ses 20 ans. On lui confia tout d’abord des petits rôles. À 23 ans, pour l'Étourdi, il créa le personnage d’un vieillard, Anselme, le père d'Hippolyte. Cela allait être son emploi principal au théâtre avec celui de valet.
Pour le distinguer des autres Béjart, on le surnommait couramment l’Éguisé, mais on le désignait également par Béjart cadet (registre de Lagrange) et Béjart le jeune (distribution de L'Avare). Des critiques et des pamphlets malveillants le qualifièrent aussi de boiteux, et même de borgne. On n’est sûr que de la première infirmité, puisque dans L'Avare, Harpagon le chasse en lui disant : « Je ne me plais point à voir ce chien de boiteux-là » (Acte I scène IV). Il était boiteux, non de naissance, mais par accident. On dit qu’il reçut un coup d’épée à la jambe en voulant séparer deux amis qui se battaient. Plus prosaïquement, il est possible qu’il reçut ce coup d’épée d’un domestique mécontent, d'après un acte de police de 1661.
Il joua dans la troupe de Molière jusqu’en 1670. Ravi de se déguiser (d'où l'Éguisé ?), il affectionnait les rôles de grime (vieillard ridicule), et jouait même les duègnes. À cette époque, en effet, les vieilles femmes étaient couramment interprétées par des hommes. Louis Béjart prit ainsi le rôle de Madame Pernelle dans le Tartuffe.
En mars 1670, il avait alors 40 ans, il prit sa retraite de la troupe, en devenant le premier acteur pensionné. On lui octroya une pension de 1000 livres. Avec les 400 livres que lui donnait sa sœur Madeleine, il pouvait vivre dans une honnête aisance.
En 1672, sur le contrat de mariage de sa sœur Geneviève, il s’intitula « ingénieur du roi », et à sa mort, le 13 octobre 1678, à 48 ans, il fut dit « officier au régiment de La Ferté ». Ses obsèques eurent lieu à l'Église Saint-Sulpice.

## Quelques-uns de ses rôles
- Anselme dans l'Étourdi en 1654 ;
- Valère dans le Dépit amoureux le 16 décembre 1656 ;
- Un nécessaire dans L’Impromptu de Versailles le 14 octobre 1663 ;
- Alcantor dans Le Mariage forcé le 29 janvier 1664 ;
- Théocle dans La Princesse d'Élide le 8 mai 1664 ;
- Mme Pernelle dans Tartuffe ou l'Imposteur le 12 mai 1664 ;
- Dom Louis dans Dom Juan ou le Festin de Pierre le 15 février 1665 ;
- M. des Fonandrès dans L'Amour médecin le 15 septembre 1665 ;
- Du Bois dans Le Misanthrope le 4 juin 1666 ;
- La Flèche dans L'Avare le 9 septembre 1668 ;
- Oronte dans Monsieur de Pourceaugnac le 6 octobre 1669.

## Dans la fiction
- Dans le film Molière ou la vie d'un honnête homme d'Ariane Mnouchkine (1978) : Jean-Claude Bourbault
- Dans le film Marquise de Véra Belmont (1997) : Stéphane Boucher
- Dans le film Molière de Laurent Tirard (2007) : François Civil joue le jeune Louis Béjart à 14 ans
- Dans la comédie musicale Molière l'opéra urbain de Dove Attia (2023) : Vike

## Sources
- Henry Lyonnet, Dictionnaire des comédiens français, Bibliothèque de la revue Universelle Internationale Illustrée, Paris et Genève, 1902-1908
- Pierre Larousse Grand Dictionnaire Universel du XIXe siècle